# Casper Van Dien
Casper Van Dien, né le 18 décembre 1968 à Milton, en Floride, aux (États-Unis), est un acteur, producteur et réalisateur américain.
Il est révélé par le rôle de Johnny Rico dans le film de science-fiction Starship Troopers (1997) et par le rôle de Tarzan dans le film d'aventures Tarzan et la Cité perdue (1998). Dans la foulée, il tourne sous la direction de Tim Burton pour le film fantastique Sleepy Hollow (1999).
Il est alors considéré comme une star des années 1990. Cependant, tout au long de sa carrière, il joue dans un grand nombre de films de série B, vidéofilms, nanars et autres navets.
L'acteur enchaîne aussi les apparitions en tant qu'invité vedette dans de nombreuses séries télévisées et joue quelques rôles réguliers, comme celui de Chandler Williams dans le soap opera Titans (2000-2001), Andre Forester dans la série dramatique Watch Over Me (2006-2007) et le personnage de Johnny Cage dans la web-série Mortal Kombat: Legacy (2013).
Il est également à l'affiche de nombreux téléfilms.

## Biographie

### Jeunesse et formation
Casper Robert Van Dien, Jr. grandit à Ridgewood dans le New Jersey. Il a deux sœurs, Sudi Van Dien, l’aînée et Kristin, la benjamine, ainsi qu'une demi-sœur, qui est plus âgée de quatorze ans, Debbie. Ses deux grands pères ainsi que son père étaient dans le Corps des Marines des États-Unis. Il vécut dans le même quartier que Robert Sean Leonard.
Il est diplômé de l'Académie Admiral Farragut en tant qu'officier des opérations, en 1988, mais se réoriente afin de devenir acteur. Dans ses moments libres, l'acteur se concentre aussi sur l'écriture. Il n'a que 17 ans lorsque son recueil de poèmes est publié.
Il s'inscrit ensuite à l'école de médecine de Floride. Durant cette année, il prend des cours de théâtre qu'il finance en travaillant comme mannequin.

### Carrière

#### Débuts télévisuels et révélation au cinéma
Après quelques rôles au théâtre, c'est en 1989, qu'il débute en faisant de la figuration dans la série télévisée Sauvés par le gong. En 1991, il joue le personnage principal de la série Dangerous Woman mais c'est un échec qui lui sert néanmoins de tremplin pour jouer dans quelques épisodes de Freshman Dorm avec Matthew Fox.
Entre 1993 et 1994, il fait ses armes en jouant dans les séries installées On ne vit qu'une fois et Beverly Hills 90210 ou encore Docteur Quinn, femme médecin. L'année suivante, il apparaît notamment dans la sitcom populaire Mariés, deux enfants.
À cette période, il travaille déjà beaucoup pour le Direct-to-video et il enchaîne, très rapidement, les téléfilms.
Après une participation au film pour enfants, Casper, l'apprenti fantôme, il est révélé au grand public par le rôle de Johnny Rico dans le film de science-fiction Starship Troopers de Paul Verhoeven. Il s'agit d'une libre adaptation du roman de science-fiction Étoiles, garde-à-vous ! (Starship Troopers, 1959) de Robert A. Heinlein. Décrit comme une satire, le film suscite la controverse du côté des critiques mais sera tout de même nommé pour un Oscar et remporte deux Saturn Awards. Il est sorti en vidéo fin 1998 et a engendré plusieurs suites mais aussi des produits dérivés.
En 1998, il est le vingtième interprète du légendaire personnage Tarzan dans le film d'aventures Tarzan et la Cité perdue. La même année, il est envisagé pour incarner le Caporal Upham dans Il faut sauver le soldat Ryan mais le rôle est finalement attribué à l'acteur Jeremy Davies.
En 1999, il joue dans le film fantastique Sleepy Hollow de Tim Burton. Il s'agit d'une libre adaptation de la nouvelle homonyme de Washington Irving, La Légende de Sleepy Hollow. L'acteur se blessera à la main lors d'une scène de combat. À sa sortie au cinéma, Sleepy Hollow a connu un important succès commercial et a été accueilli plutôt favorablement par la critique. Il a reçu plusieurs récompenses, dont l'Oscar des meilleurs décors et deux BAFTA Awards.
La même année, il est la vedette du téléfilm Shark Attack, premier volet d'une saga télévisuelle autour des attaques de requins ainsi que du film fantastique La Prophétie des ténèbres, qui est un échec critique cinglant en étant largement laminé par la presse.

#### Échecs successifs, séries B et direct-en-vidéo

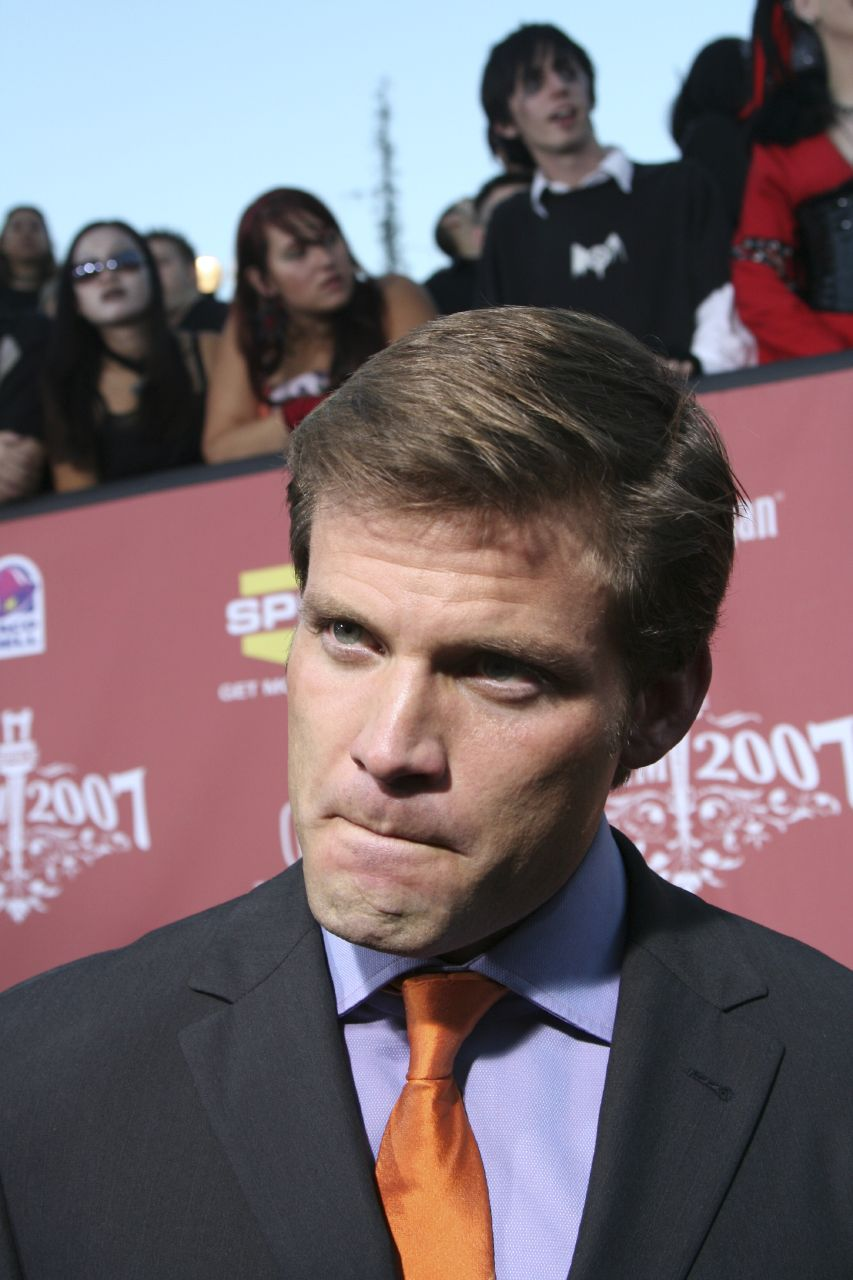
Lors de la cérémonie des Scream Awards 2007.

En 2000, le magazine People lui décerne le titre de Star de soap la plus sexy. La même année, il joue dans le soap opéra éphémère Titans, pour lequel l'acteur est payé 80 000 dollars par épisode. Mais cette série est un échec d'audiences. Il est aussi le premier rôle masculin d'un téléfilm de Joey Travolta, le frère de John Travolta, Deux escrocs, un fiasco.
En 2001, il est l'un des premiers rôles du téléfilm de guerre réalisé par le canadien Sidney J. Furie, Frères de guerre, aux côtés de Jaimz Woolvett et pour lequel il reçoit un salaire de 800 000 dollars.
Cependant, l'acteur va enchaîner les films passés inaperçus et ce, malgré des tournages réguliers, peinant à connaître un réel succès d'envergure. En effet, les échecs successifs rencontrés au cinéma le conduisent à tourner des films considérés comme des navets. Il peut cependant compter sur les nombreux téléfilms qu'il tourne pour avoir une présence régulière sur le petit écran,.
Entre 2008 et 2009, il joue dans quelques épisodes de la série Monk. C'est à cette période que l'acteur retrouve le personnage de Johnny Rico pour Starship Troopers 3, vidéofilm qui est la suite du film Starship Troopers (1997) de Paul Verhoeven, sans faire référence au deuxième volet (2004).

#### Passage au second plan et télévision

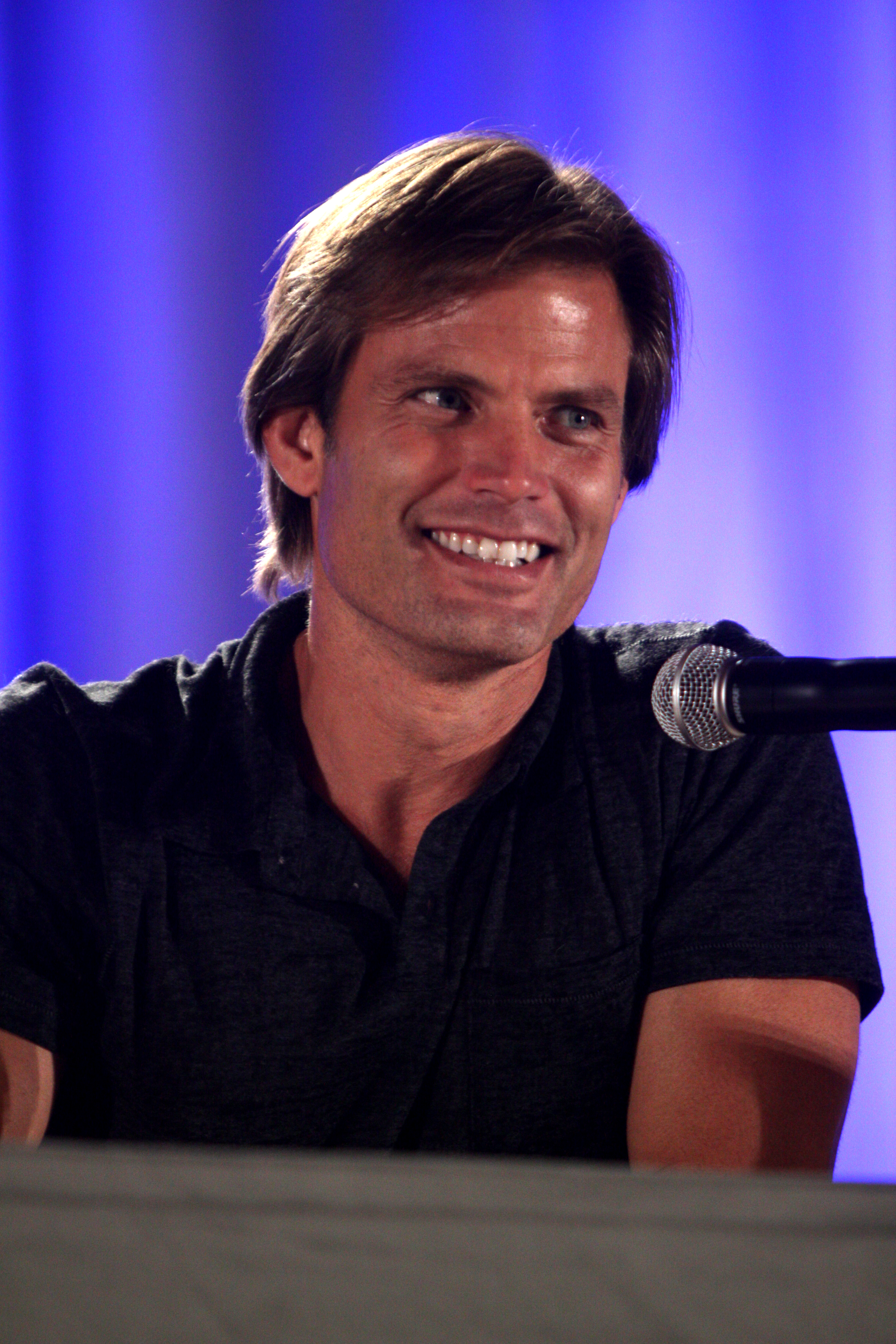
Los de la Comic-Con de Phoenix, en 2012.

En 2013, il joue dans la web-série Mortal Kombat: Legacy prêtant ses traits au personnage de Johnny Cage.
En 2014, il fait ses débuts en tant que réalisateur et tourne une relecture du conte La Belle au bois dormant, le téléfilm La Belle au bois dormant : La malédiction, dans lequel il fait jouer sa fille, Grace Van Dien.
En 2015, il est à l'affiche de la suite de Sharktopus vs. Pteracuda, Sharktopus vs. Whalewolf, un nanar du réseau Syfy,. Entre-temps, il joue dans la web-série de Nathan Fillion et Alan Tudyk, Con Man, qu'il présente lors des conventions Comic-Con.

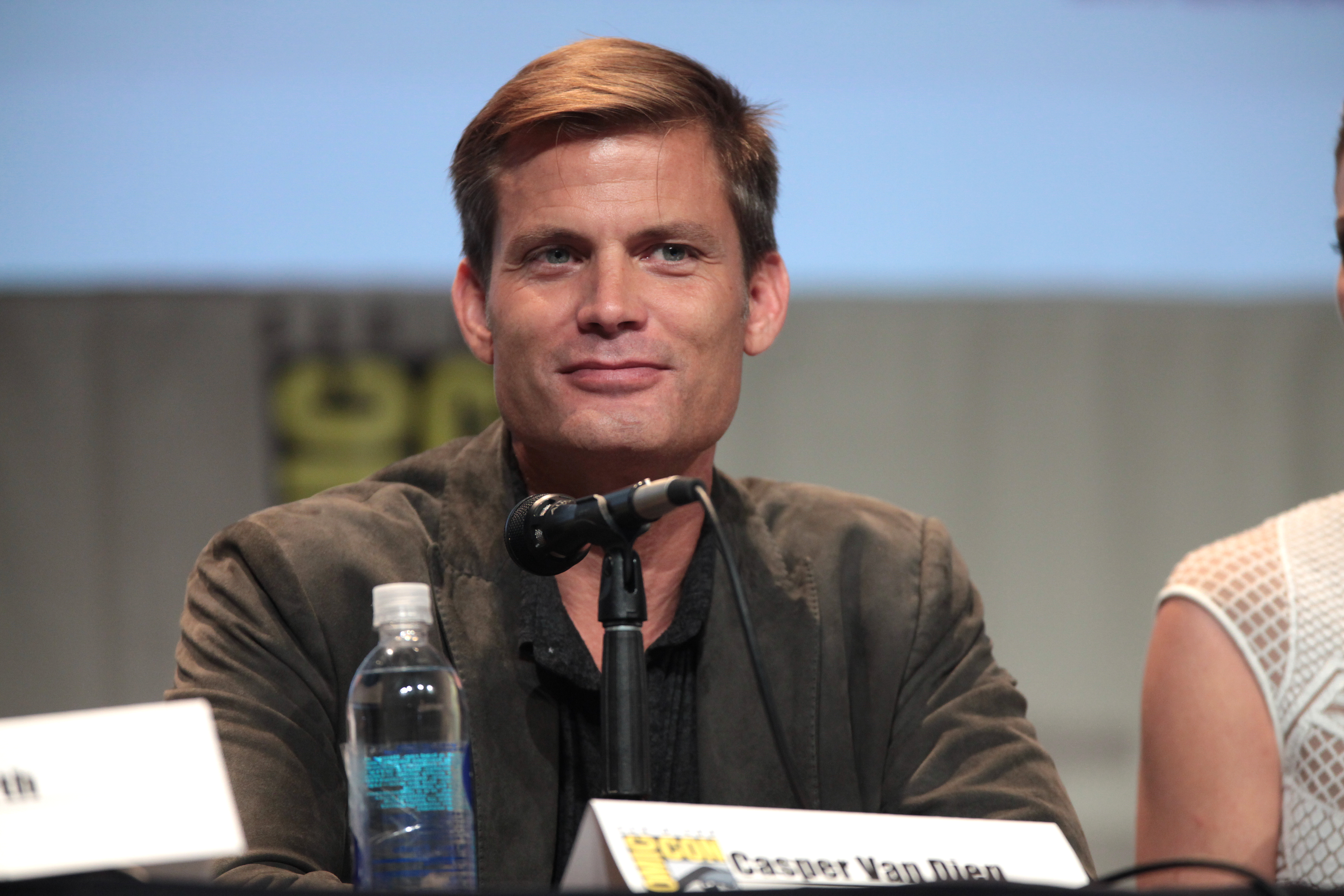
Durant la promotion de la série Con Man, à la Comic-Con de San Diego 2015.

En 2016, il réalise son deuxième téléfilm, Le tueur des mariées, après le succès rencontré de sa première réalisation pour la télévision, lors de festival du cinéma indépendant, Un patient troublant avec Victoria Pratt. L'année suivante, il apparaît dans un épisode d'Hawaii 5-0 et il retrouve le personnage de Johnny Rico mais seulement en tant que voix originale pour le film d'animation de Shinji Aramaki, Starship Troopers: Traitor of Mars.
En 2018, il joue dans la série télévisée All American, nouvelle série dramatique du réseau The CW Television Network. L'année suivante, il renoue avec le blockbuster, pour le film de science-fiction Alita: Battle Angel réalisé par Robert Rodriguez. Et en 2020, il fait partie du trio vedette du western indépendant The Warrant aux côtés de Neal McDonough et Steven R. McQueen. 

### Vie privée
Casper Van Dien a été marié à Carrie Mitchum, petite-fille du comédien Robert Mitchum, avec laquelle il a eu deux enfants : Casper (1993) et Grace Van Dien (1996). Le couple a divorcé en 1997.
En 1999, il a épousé l'actrice américaine Catherine Oxenberg, fille d'Élisabeth de Yougoslavie, dont il a également eu deux enfants : Maya (2001) et Celeste (2003). Ils divorcent en 2015,.
Depuis juin 2018, il est marié avec l'actrice Jennifer Wenger.

## Filmographie

### Cinéma

#### Longs métrages
- 1997 : Casper, l'apprenti fantôme (Casper: A Spirited Beginning) de Sean McNamara : Bystander (vidéofilm)
- 1997 : Starship Troopers de Paul Verhoeven : Johnny Rico
- 1998 : Tarzan et la Cité perdue (Tarzan and the Lost City) de Carl Schenkel : Tarzan / John Clayton
- 1998 : Casper et Wendy (Casper Meets Wendy) de Sean McNamara : Crewcut Hunk (vidéofilm)
- 1999 : La Prophétie des ténèbres (The Omega Code) de Robert Marcarelli : Gillen Lane
- 1999 : Sleepy Hollow de Tim Burton : Brom Van Brunt
- 2000 : Sanctimony d'Uwe Boll : Tom Gerrick
- 2002 : Les Lois de L'Attraction de Roger Avary : Patrick Bateman (scènes coupées au montage)
- 2004 : Que sait-on vraiment de la réalité !? de William Arntz (en), Betsy Chasse et Mark Vicente : Romantic Moritz
- 2005 : Hard Guns (Hollywood Flies) de Fabio Segatori : Zach
- 2008 : Starship Troopers 3 : Marauder de Edward Neumeier : Johnny Rico (vidéofilm)
- 2011 : Born to Ride de James Fargo : Mike Callahan
- 2012 : Noobz de Blake Freeman : lui-même (également coproducteur)
- 2012 : The Pact de Nicholas McCarthy : Bill Creek, policier
- 2012 : Shiver de Julian Richards : Détective Delgado
- 2015 : Avengers Grimm de Jeremy M. Inman : Rumpelstiltskin (vidéofilm)
- 2015 : June de L. Gustavo Cooper : Dave Anderson (également coproducteur exécutif)
- 2015 : Higher Mission de Vladimir Uglichin : John
- 2016 : Leap de Ezra Kernp : Tom Holloway (également producteur)
- 2016 : Showdown in Manila de Mark Dacascos : Charlie Benz
- 2016 : Mission 88 (ISRA 88) de Thomas Zellen : Lieutenant Colonel Harold Richards
- 2017 : Star Raiders: The Adventures of Saber Raine de Mark Steven Grove : Saber Raine (vidéofilm)
- 2017 : The Conway Curve de Marian Yeager : Roger Conway
- 2017 : Starship Troopers: Traitor of Mars de Shinji Aramaki : Johnny Rico (voix originale, également producteur exécutif)
- 2017 : All About the Money de Blake Freeman : Kurt (également producteur)
- 2018 : Darkness Reigns de Andrew P. Jones : lui-même (vidéofilm)
- 2018 : Alpha Wolf de Kevin VanHook : Jack Lupo (vidéofilm)
- 2019 : Alita: Battle Angel de Robert Rodriguez : Amok
- 2019 : Chokehold de Brian Skiba : Javier (vidéofilm)
- 2019 : Dead Water de Chris Helton : John
- 2019 : Madness in the Method de Jason Mewes : Tim
- 2020 : The Warrant de Brent Christy : The Saint
- 2020 : Le 2e Amendement (2nd) de Brian Skiba : Driver
- 2022 : Mad Heidi de Johannes Hartmann et Sandro Klopfstein : président Hermann Meili et patron de la fromagerie Meili

### Télévision

#### Séries télévisées
- 1991 : Sauvés par le gong : un étudiant (saison 3, épisodes 11 et 15)
- 1991 : Dangerous Women : Brad Morris (5 épisodes)
- 1992 : Freshman Dorm (en) : Zack Taylor (5 épisodes)
- 1992 : Corky, un adolescent pas comme les autres : Robb (1 épisode)
- 1993 - 1994 : On ne vit qu'une fois : Tyler « Ty » Moody
- 1994 : Docteur Quinn, femme médecin : Jesse (saison 3, épisodes 3 et 4)
- 1994 : Beverly Hills : Griffin Stone (saison 5, 7 épisodes)
- 1995 : Les dessous de Palm Beach : Roger Barrows (saison 4, épisode 18)
- 1995 : Mariés, deux enfants : Eric Waters (saison 10, épisode 8)
- 1997 : Au-delà du réel : l'aventure continue : Jake Miller (saison 3, épisode 8)
- 2000 - 2001 : Titans : Chandler Williams (14 épisodes)
- 2004 : Rock Me Baby : Michael (saison 1, épisode 18)
- 2006 - 2007 : Watch Over Me (en) : Andre Forester (64 épisodes)
- 2008 - 2009 : Monk : Lt. Steven Albright (saison 7, épisode 5 / saison 8, épisodes 15 et 16)
- 2010 : Laugh Track Mash-ups : James (1 épisode)
- 2012 : Femme fatales : Joe Hallenback (1 épisode)
- 2013 : Mortal Kombat: Legacy : Johnny Cage (web-série, 9 épisodes)
- 2015 - 2016 : Con Man : John Boutell (6 épisodes)
- 2016 : Interns of F.I.E.L.D. : Hawk Guy (web-série, 1 épisode)
- 2016 : Crunch Time : lui-même (3 épisodes)
- 2017 : Super Power Beat Down : Hal Jordan (1 épisode)
- 2017 : Hawaii 5-0 : Roger Niles (1 épisode)
- 2018 - 2019 : All American : Harold Adams (6 épisodes)
- 2020 : Sunset Glory: Doolittle's Heroes : James Doolittle (2 épisodes)
- 2020 : Stripped : Chris Cameron (6 épisodes)

#### Téléfilms
- 1990 : Menu for Murder de Larry Peerce : un sauveteur
- 1995 : P.C.H. de Nelson McCormick : Randy
- 1996 : Surveillance rapprochée de Rodney McDonald : Roy
- 1996 : Dar l'Invincible 3 : L'Œil de Braxus de Gabrielle Beaumont : Roi Tal
- 1996 : Lethal Orbit de Ulli Lommel : Tom Corbett
- 1996 : Backroads to Vegas de Kirsten Bulmer : Adam
- 1997 : Au-delà des rêves de Noel Nosseck : Teddy Johnson / Ray Ordwell Jr.
- 1997 : James Dean: Live Fast, Die Young de Mohammed Rustam : James Dean
- 1998 : Modern Vampires de Richard Elfman : Dallas (également coproducteur exécutif)
- 1998 : Prise de risque (On the Border) de Bob Misiorowski : Jake Barnes
- 1999 : Alerte aux requins (Shark Attack) de Bob Misiorowski : Steven McKray
- 1999 : Les Hommes de main de Sidney J. Furie : A.K.
- 1999 : Chasseurs de frissons de Mario Azzopardi : Tom Merrick
- 2000 : Deux escrocs, un fiasco (Partners) de Joey Travolta : Axel Drifter
- 2000 : Python de Richard Clabaugh : Bart Parker
- 2000 : Nuit infernale de Sidney J. Furie : Jim Travis
- 2000 : Haute voltige sur Miami de Guy Manos : Delmira
- 2001 : Au rythme du destin (Chasing Destiny) de Tim Boxell : Bobby Moritz
- 2001 : Double Traque (The Tracker) de Jeff Schechter : Connor Spears
- 2001 : Frères de guerre (Going Back) de Sidney J. Furie : Capt. Ramsey
- 2001 : Danger en haute mer de Jon Cassar : le commandant Miles Sheffield
- 2002 : Dossier dangereux de Eliot Christopher : Gerry
- 2002 : Face à l'ouragan (Windfall) de Gerry Lively : Ace Logan
- 2003 : Le Prix de la liberté de Paul Schneider : Eddie Burton
- 2004 : Skeleton Man de Johnny Martin : Staff Sgt. Oberron
- 2004 : Dracula 3000 de Darrell Roodt : le capitaine Abraham Van Helsing
- 2004 : Prise d'otages en pleine mer de Colin Budds : Kyle Considine
- 2005 : Le souvenir d'un frère de Michael Scott : Chris Locke
- 2005 : La Vengeance de la momie de Kevin VanHook : Matt Fletcher
- 2005 : Seule face à l'enfer (Officer Down) de Christopher Miller : Officier Philip Hallows
- 2005 : Prémonitions de Jonas Quastel : Jack Barnes
- 2005 : Ciel de feu de J.P. Howell : Tom Bracket
- 2006 : La Malédiction du pharaon de Russell Mulcahy : Danny Freemont
- 2006 : Slayer de Kevin VanHook : Hawk
- 2008 : Aces 'N' Eights de Craig R. Baxley : Luke Rivers
- 2008 : Ninjas en guerre de Bradford May : Jack Barrett
- 2009 : Sous le soleil de Miami de Betty Kaplan : Luther Simmonds
- 2010 : Turbulences en plein vol de Fred Olen Ray : Tom Woodward
- 2010 : Le sauveur de Noël de Michael Feifer : Randy McGovern
- 2012 : Au cœur de la famille de Michael McKay : Ash Henson
- 2012 : La Fugitive de Jim Donovan : Spencer Oliphant
- 2012 : Le Bébé de Noël de Jonathan Wright : Kyle Christopher Davidson
- 2013 : Au cœur de la tornade de Peter Sullivan : Ethan Walker
- 2013 : Missiya: Prorok de Rodney James Hewitt : Volkov
- 2013 : Alerte tempête sur New York (500 MPH Storm) de Daniel Lusko : Nathan Sims[11]
- 2013 : La Vérité sur mon mari de Bernard Salzmann : Sam Morrow (également coproducteur)
- 2013 : Si Noël m'était conté de Michael DeCarlo : Charles Harris
- 2014 : La Belle au bois dormant : La malédiction de lui-même : le roi David (également producteur et scénariste)
- 2015 : Un patient troublant (Patient Killer) de lui-même : Jason Turner
- 2015 : Fire Twister de George Erschbamer : Scott Nylander
- 2015 : Sharktopus vs. Whalewolf de Kevin O'Neill : Ray Brady
- 2016 : Le tueur de Mariées (Storage Locker 181) de lui-même : Dayton
- 2018 : Last Seen in Idaho de Eric Colley : Brock (également coproducteur)
- 2020 : Acquitted by Faith de Daniel Lusko : Benjamin Stills

### Jeux vidéo
- 1995 : Wing Commander IV : Le Prix de la liberté : un pilote de la Confédération
- 2005 : Starship Troopers : Johnny Rico
- 2018 : Call of Duty: Black Ops IIII

### Télé-réalité
- 2005 : I Married a Princess : lui-même (également producteur)

### En tant que producteur
- 2012 : Starship Troopers : Invasion

## Distinctions

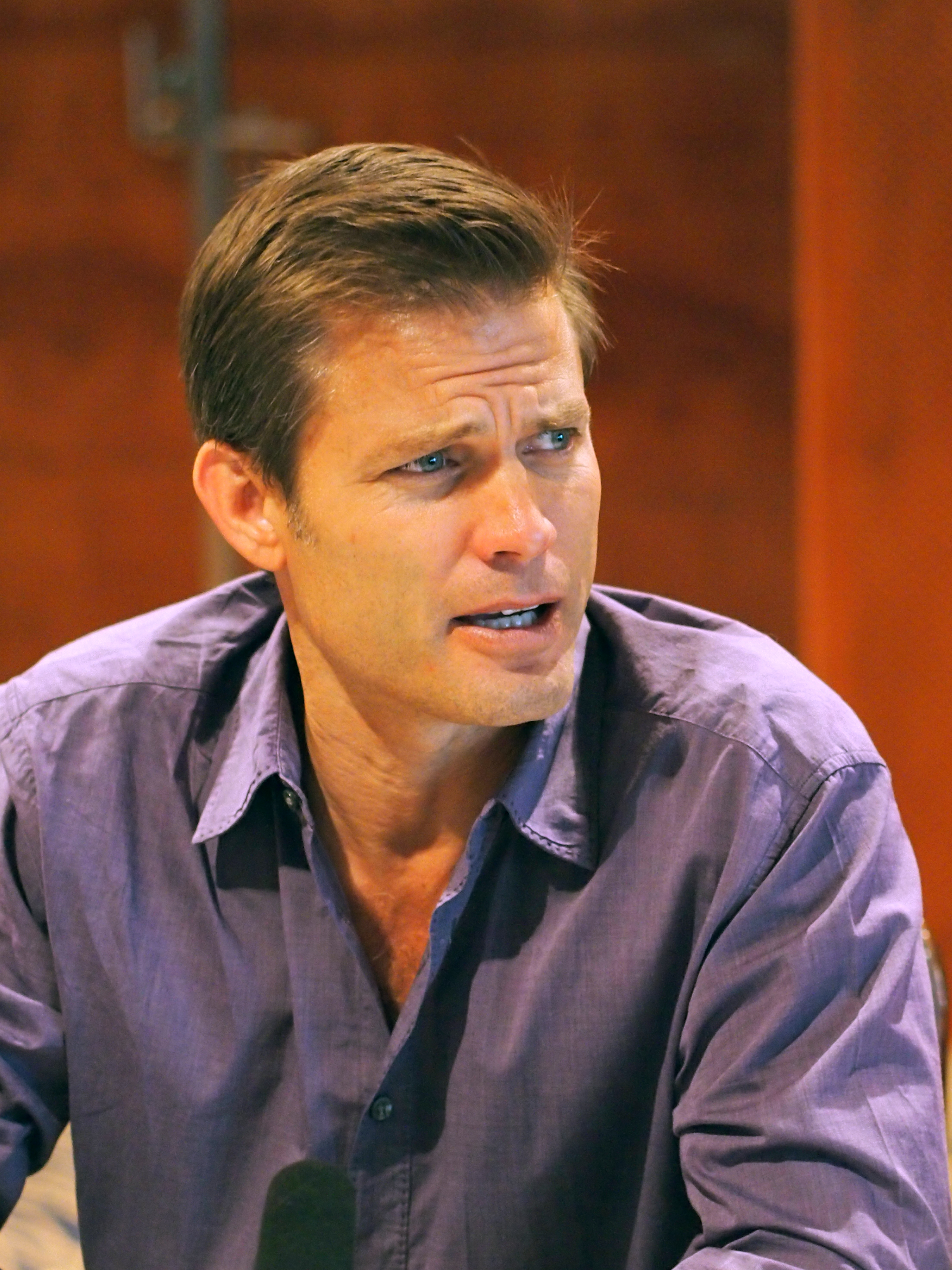
Photographié en 2013.

Sauf indication contraire ou complémentaire, les informations mentionnées dans cette section proviennent de la base de données IMDb.

### Récompenses
- Phoenix International Horror & Sci-Fi Film Festival 2009 : Hall of Fame
- Fort Lauderdale International Film Festival 2014 : meilleur film indépendant pour Patient Killer[13]
- St. Tropez International Film Festival 2015 : meilleur acteur dans un court métrage pour Grit

### Nominations
- The Stinkers Bad Movie Awards 1998 : Pire accent dans un film pour Tarzan et la Cité perdue
- Blockbuster Entertainment Awards 1999 : meilleure révélation masculine pour Starship Troopers
- Behind the Voice Actor Awards 2018 : meilleure performance de doublage masculine dans un film d'animation pour Starship Troopers: Traitor of Mars

## Voix françaises
En France, Damien Boisseau est la voix française régulière de Casper Van Dien.
En France
| - Damien Boisseau dans : - Starship Troopers - Sleepy Hollow - Shark Attack - Chasseurs de frissons (téléfilm) - Python (téléfilm) - Titans (série télévisée) - Nuit infernale - Face à l'ouragan (téléfilm) - Le Prix de la liberté (téléfilm) - Dracula 3K - L'empire des ombres - Prémonitions (téléfilm) - La Malédiction du pharaon (téléfilm) - Ninjas en guerre - Starship Troopers 3 - Monk (série télévisée) - Sous le soleil de Miami (téléfilm) - Le Sauveur de Noël - Au cœur de la famille - La Fugitive (téléfilm) - Au cœur de la tornade - La Vérité sur mon mari (téléfilm) - Hawaii 5-0 (série télévisée) - All American (série télévisée) | - Philippe Valmont dans : - Tarzan et la Cité perdue - The Flood et aussi - Bertrand Liebert dans Au-delà du réel : L'aventure continue (série télévisée) - Charles Borg dans Au rythme du destin (téléfilm) |